# Herencsény
Herencsény é um município da Hungria, situado no condado de Nógrád. Tem 33,18 km² de área e sua população em 2015 foi estimada em 586 habitantes.